# 4e étape du Tour de France 2009
La 4e étape du Tour de France 2009 a lieu le 7 juillet. Le parcours de 39 kilomètres est effectué dans l'ouest de l'agglomération de Montpellier en contre-la-montre par équipe. Il s'agit du premier contre-la-montre par équipes sur le Tour de France depuis la 4e étape du Tour 2005. L'équipe Astana s'est imposée et le maillot jaune reste sur les épaules de Fabian Cancellara.

## Parcours
Le départ se situe sur la place de la Comédie, au centre de Montpellier. Le parcours se dirige vers le nord-est avec passage par La Paillade avant de quitter la ville au kilomètre 9 pour passer à Grabels.
Après le passage de la Mosson après Grabels, en suivant la route départementale 102, les coureurs montent vers le lieu-dit de Bel-Air au kilométrage 15,5, point culminant de l'étape à 160 mètres d'altitude.
Ensuite, après un parcours vallonné autour du lieu-dit des Quatre-Pilas, est atteint le point de chronométrage à Murviel-lès-Montpellier (19,5 km). Toujours sur la route D102, les dernières collines sont franchies avant l'arrivée près de Cournonterral. Sur cette portion de 14 kilomètres environ, l'altitude varie de 100 à 140 mètres à quelques reprises avant de redescendre à 50 mètres sur la route D5.
De Cournonterral au retour sur la commune de Montpellier, en passant par le point de chronométrage de Pignan, le parcours devient quasiment rectiligne pour environ 7 km sur la départementale 5, avec une altitude descendant progressivement de 50 à 27 mètres. Après la montée (de 27 à 55 mètres d'altitude en un kilomètre environ) route de Lavérune à l'entrée de Montpellier, les équipes se dirigent vers le stade Yves-du-Manoir, au sud-ouest de la ville, après 39 kilomètres de course.

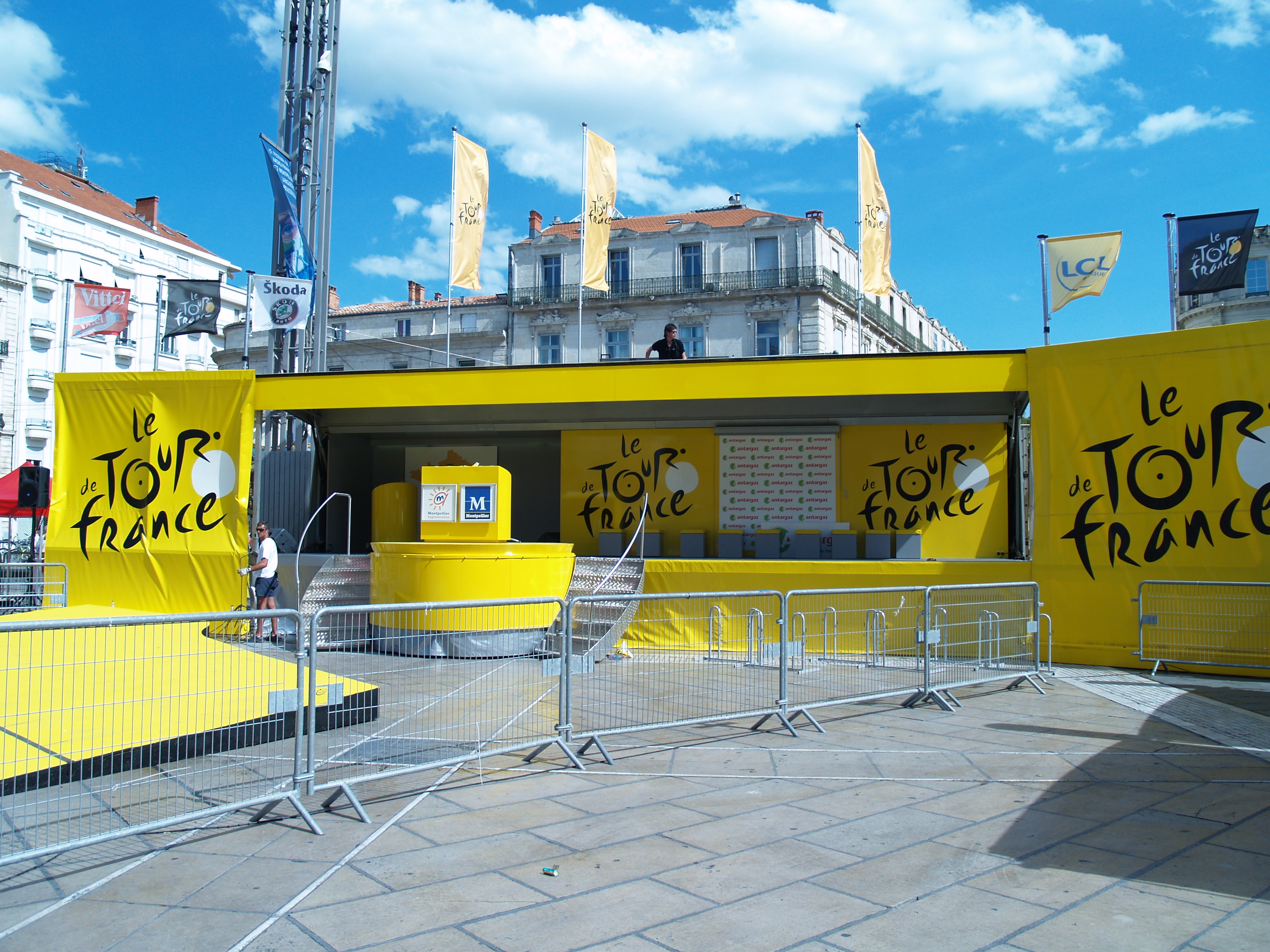
Podium de départ place de la Comédie à Montpellier.
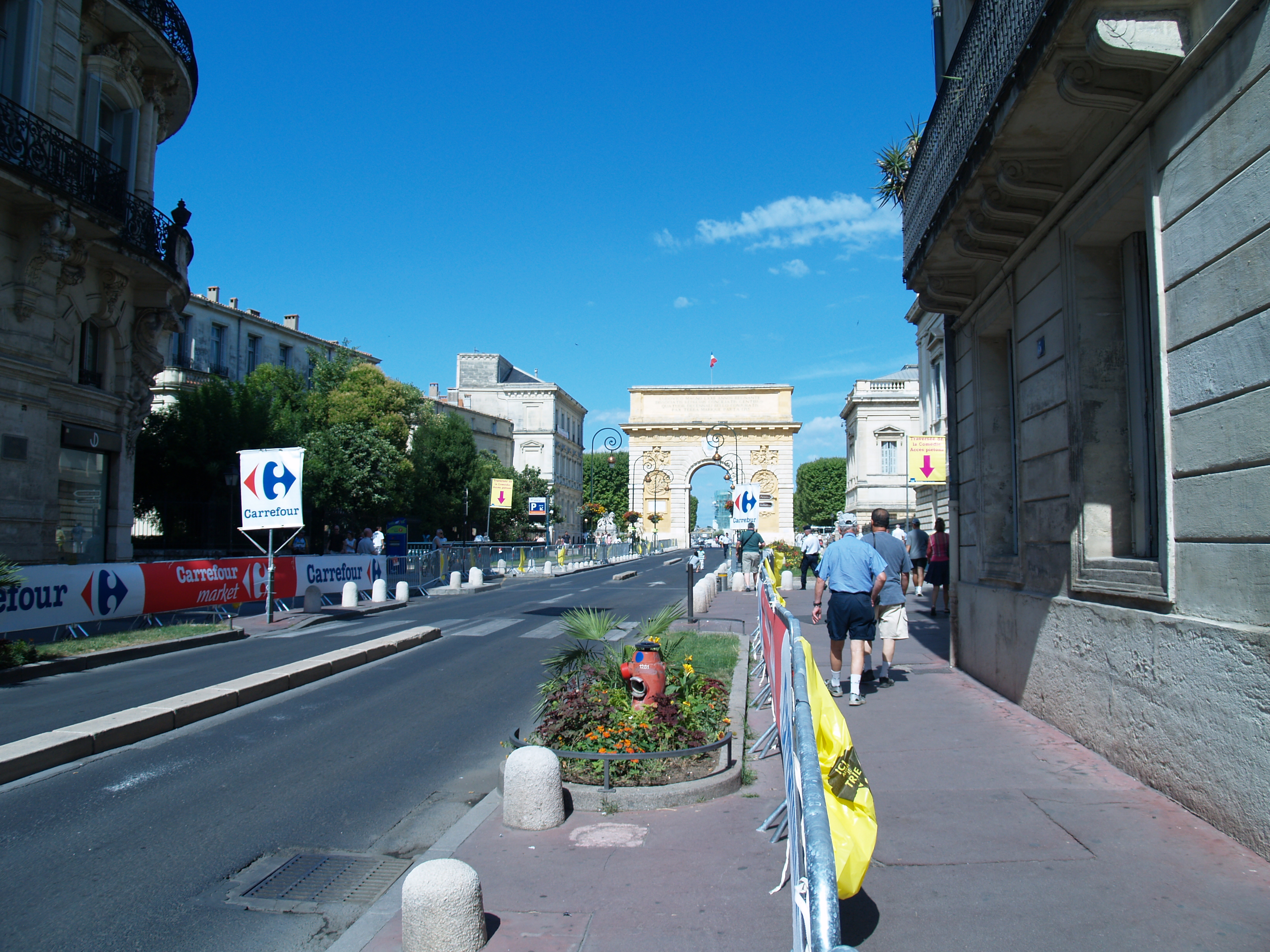
La rue Foch, une des premières rues du parcours, dans le centre historique.
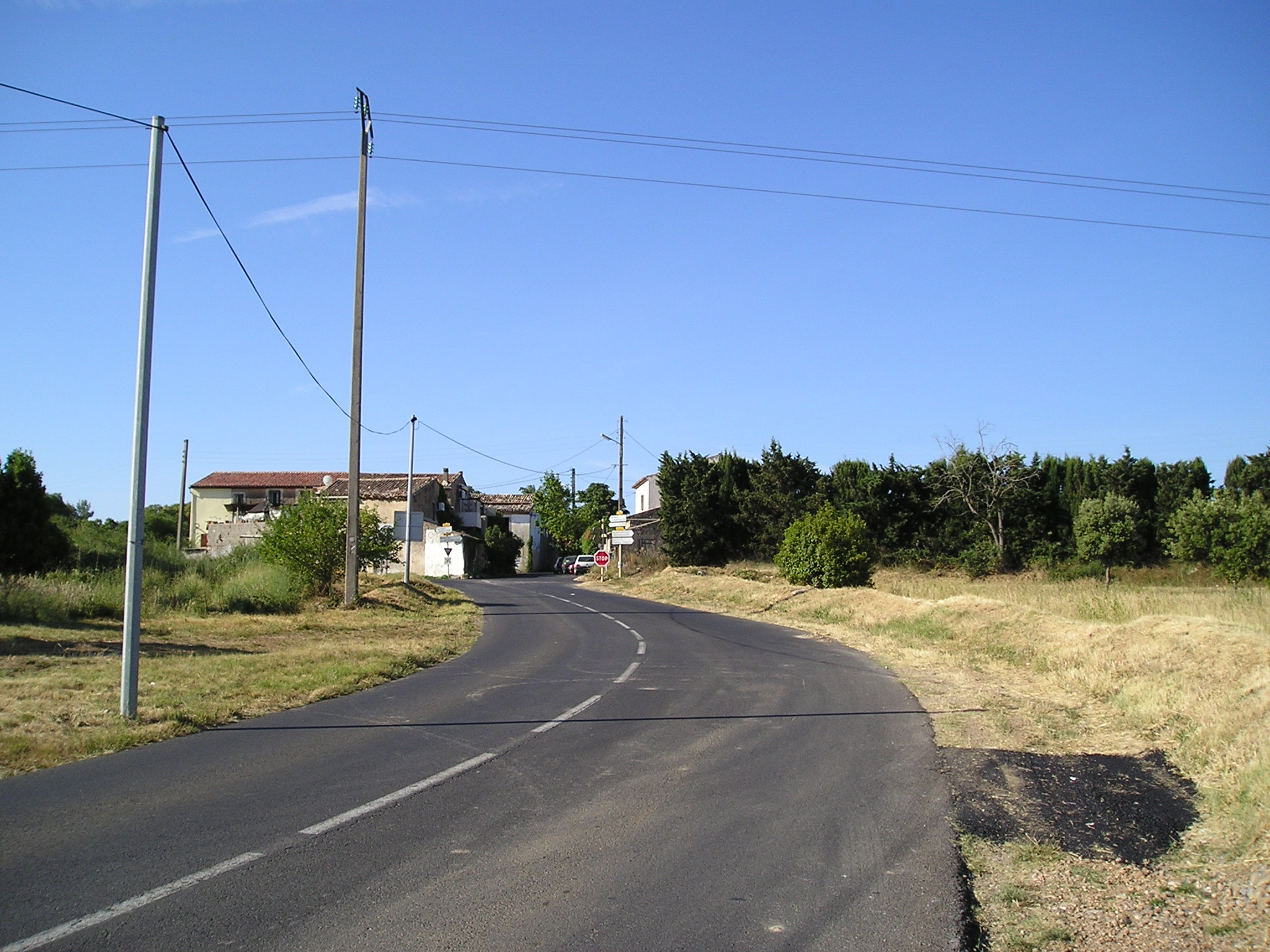
Bel-Air, traversé du premier plan à l'arrière-plan, point culminant de l'étape.
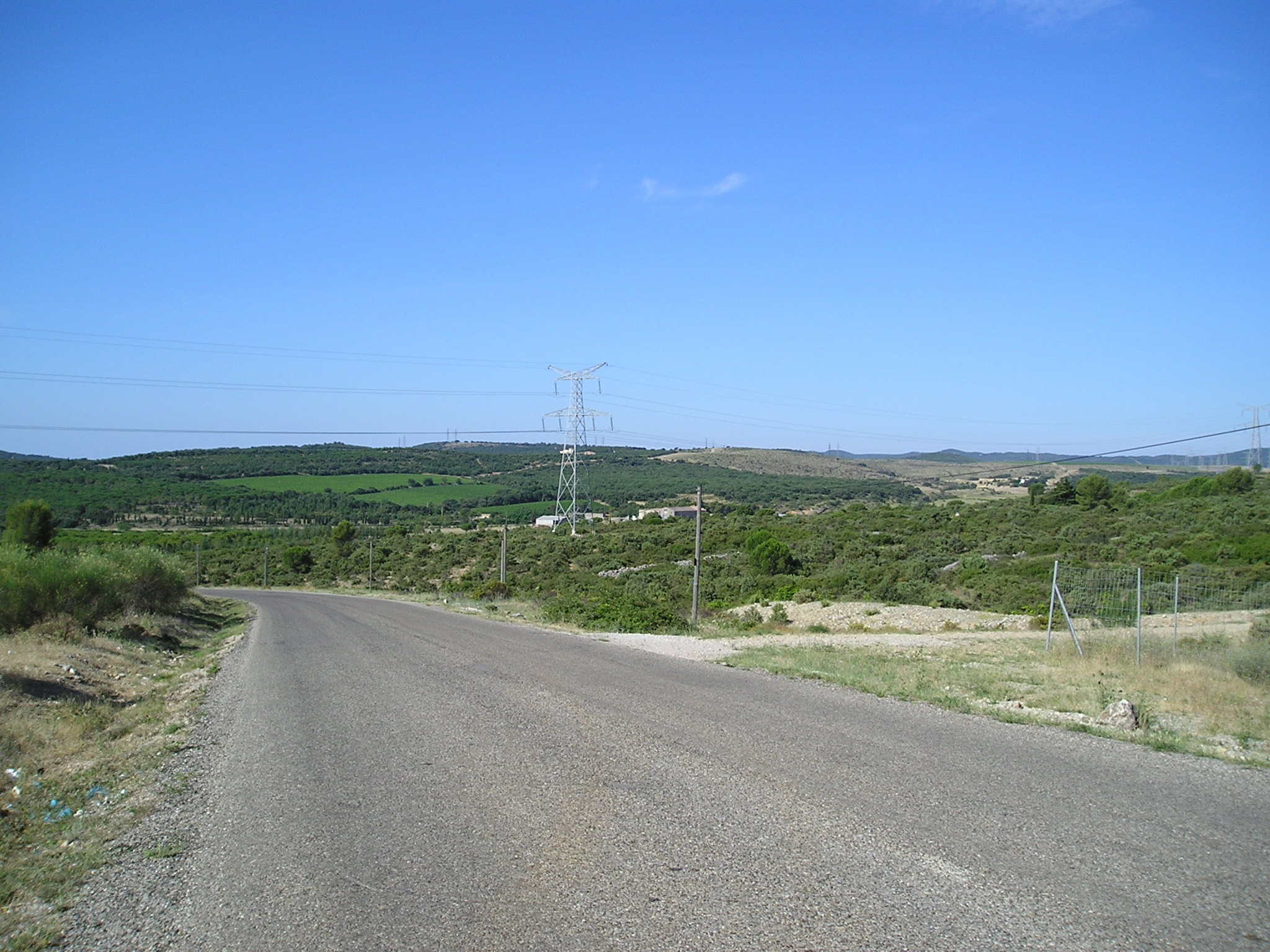
La plaine des Quatre-Pilas, entre Bel-Air et Murviel, paysage et route traversés par les coureurs en passant devant le mas au centre de l'image.
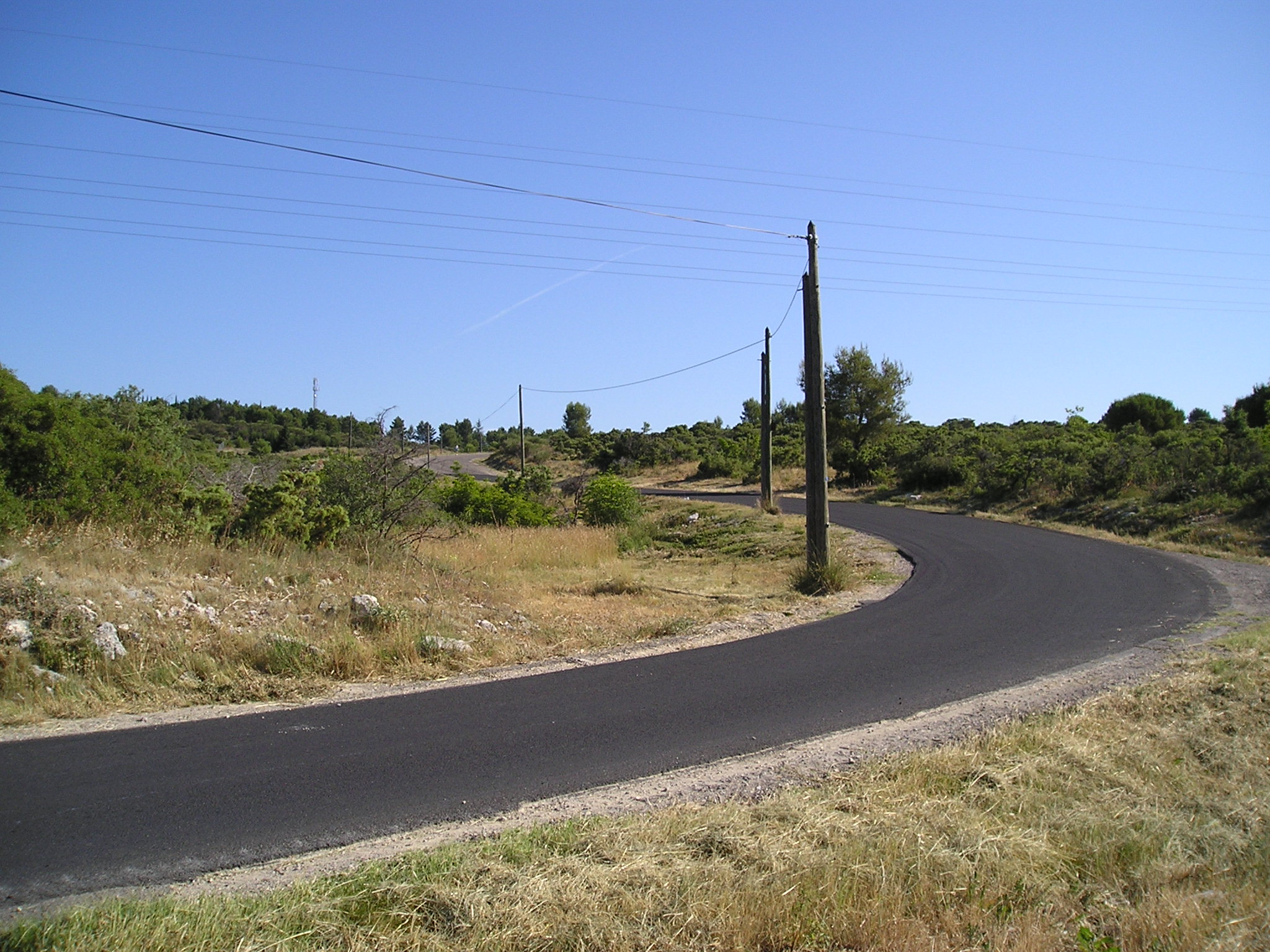
Entre Bel-Air et les Quatre-Pilas, une descente finissant en virages, au kilomètre 17, une des parties techniques du parcours entre Bel-Air et Murviel. Trois coureurs de l'équipe BBox Bouygues Telecom y chutent et Piet Rooijakkers de Skil-Shimano s'y blesse et abandonne[4].
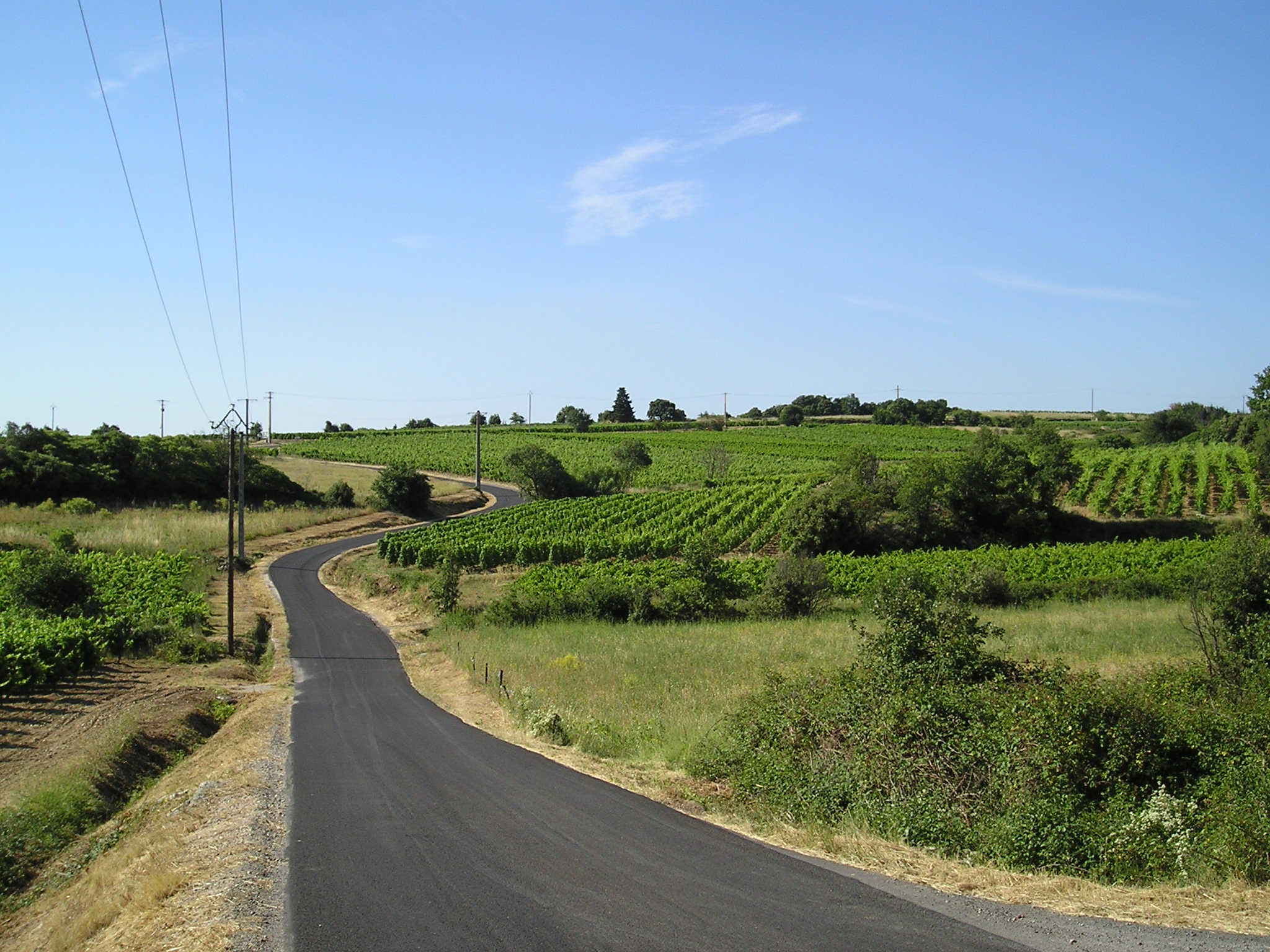
Un extrait du parcours collinéen et viticole autour de Murviel.

## Déroulement de la course

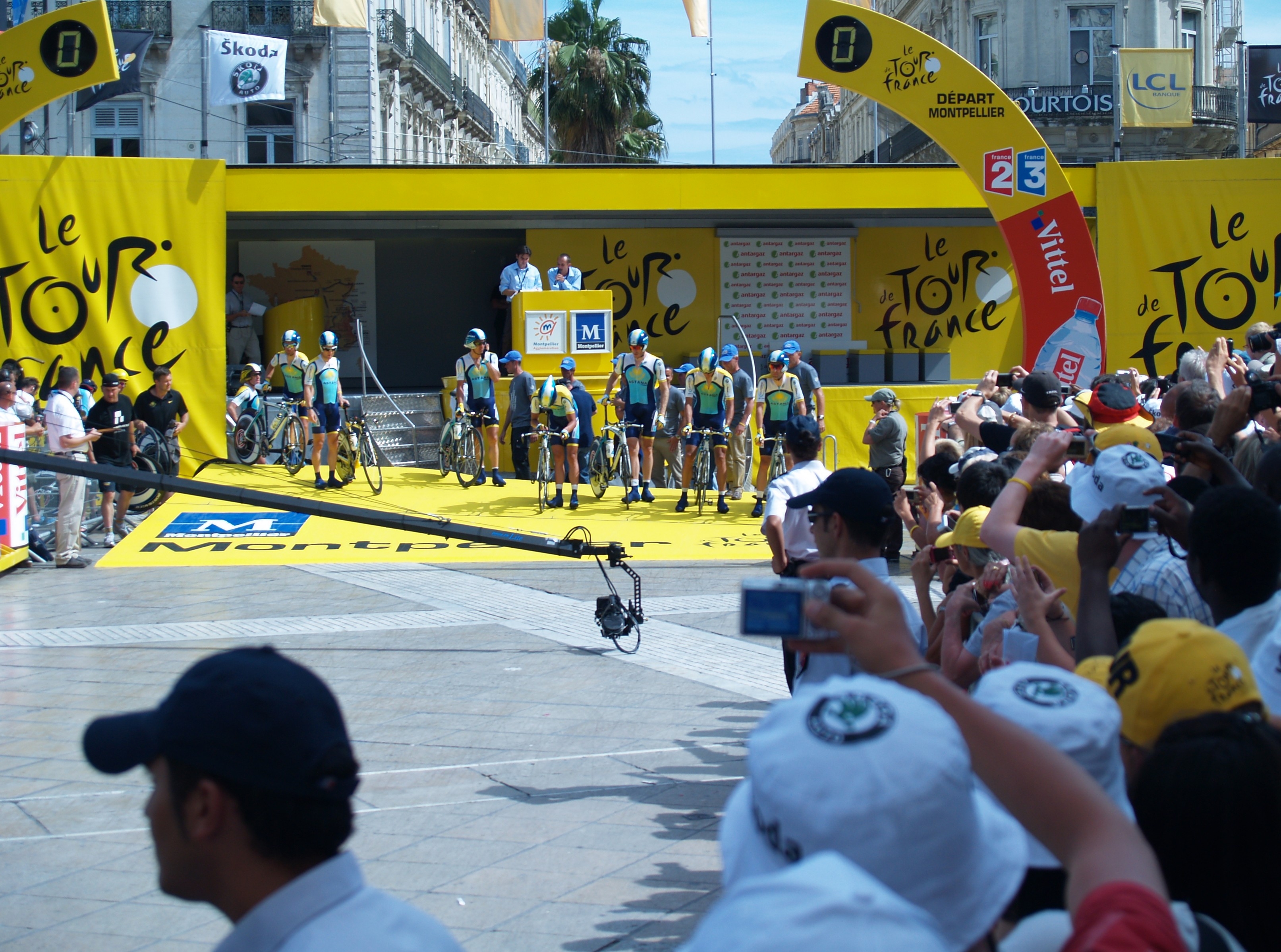
Avant le départ de l'équipe Astana lors de la 4e étape du tour de France 2009 à Montpellier.

Le départ des équipes depuis la place de la Comédie s'étale de 14 h 30 à 16 h 43, dans l'ordre inverse du classement général par équipe au terme de la 3e étape et non par rapport au meilleur classement général d'un coureur de l'équipe comme c'était le cas lors des précédents contre-la-montre par équipes du Tour de France. Autre modification : le temps retenu pour chaque équipe reste celui de son cinquième coureur, mais les coéquipiers lâchés se voient attribuer leur temps réel.
- Ordre et horaire des départs[6] :
- 1. Caisse d'Épargne : 14 h 30
- 2. Team Katusha : 14 h 37
- 3. Rabobank : 14 h 44
- 4. Lampre-NGC : 14 h 51
- 5. BBox Bouygues Telecom : 14 h 58
- 6. AG2R La Mondiale : 15 h 05
- 7. Skil-Shimano : 15 h 12
- 8. La Française des Jeux : 15 h 19
- 9. Agritubel : 15 h 26
- 10. Silence-Lotto : 15 h 33
- 11. Quick Step[7] : 15 h 40
- 12. Cervélo TestTeam : 15 h 47
- 13. Team Milram : 15 h 54
- 14. Liquigas : 16 h 01
- 15. Euskaltel-Euskadi : 16 h 08
- 16. Cofidis : 16 h 15
- 17. Garmin-Slipstream : 16 h 22
- 18. Team Saxo Bank : 16 h 29
- 19. Team Columbia-HTC : 16 h 36
- 20. Astana : 16 h 43

Concernant les conditions de course, Météo-France prévoit une température d'environ 32 °C et un temps ensoleillé l'après-midi, avec un vent de secteur ouest-nord-ouest de 30 à 40 km/h avec quelques rafales à 50 km/h. Ce vent est plutôt de face pour les coureurs de Montpellier jusqu'à Bel-Air, puis de côté jusqu'à Cournonterral et enfin de dos jusqu'à l'arrivée.
De manière générale, l'étape a été marquée par les nombreuses chutes et problèmes techniques parmi les premières équipes parties. Ainsi Denis Menchov (Rabobank) et Alessandro Ballan (Lampre-NGC) ont chuté dans l'un des premiers virages situé au coin du parc du Peyrou, dans le centre de Montpellier. L'équipe la plus touchée reste néanmoins l'équipe BBox Bouygues Telecom qui a connu quatre chutes ou sorties de route (dont trois simultanées dans le virage avant le mas des Quatre-Pilas, au kilomètre 17) ainsi que deux crevaisons. Au même virage du kilomètre 17, le Néerlandais Piet Rooijakkers abandonne après sa sortie de route : il est évacué vers l'hôpital de Montpellier, victime d'une fracture ouverte de l'avant-bras et un traumatisme crânien.
Cette étape du Tour de France avait deux enjeux majeurs : la lutte pour la victoire d'étape et pour le maillot jaune (principalement entre Fabian Cancellara et Lance Armstrong) et l'établissement des premiers écarts importants entre les prétendants au maillot jaune final.
Concernant le premier enjeu, la logique a plus ou moins été respectée. Astana et Garmin-Slipstream étaient données favorites de ce contre-la-montre et ce sont elles que l'on retrouve aux deux premières places à l'arrivée : Astana 1re et Garmin-Slipstream 2e. Ces résultats sont tout de même à commenter.
L'équipe Garmin-Slipstream a parcouru les trois-quarts du contre-la-montre à seulement cinq équipiers (sachant que le temps final d'un contre-la-montre par équipes est pris à l'arrivée du cinquième coureur), les quatre autres ayant été lâchés dès les dix premiers kilomètres. L'équipe signe pourtant le deuxième temps à l'arrivée, reléguant la Team Saxo Bank à plus de 25 secondes. Astana n'a jamais paru vraiment inquiétée durant cette étape, terminant avec 17 secondes d'avance sur les rouleurs de Garmin-Slipstream.
Cette étape a donné lieu à la lutte pour le maillot jaune. En effet, sachant qu'Astana était donnée favorite, la question était de savoir si elle pourrait reprendre 40 secondes à la Team Saxo Bank de Fabian Cancellara (contraint de ne pas être à 100 % pour permettre à Andy Schleck, leader de l'équipe au général et non spécialiste du contre-la-montre, de suivre la cadence et de ne pas perdre trop de temps au général). Si Astana réussissait son pari, Lance Armstrong (coureur de l'équipe le mieux classé) revêtirait le maillot jaune, quatre ans après sa dernière victoire.
De ce point de vue, le suspense a duré jusqu'après l'étape. En effet, l'équipe Astana termine avec exactement 40 secondes d'avance sur la Team Saxo Bank, ce qui place Fabian Cancellara et Lance Armstrong dans le même temps. Il a ainsi fallu patienter quelques minutes après la fin de l'étape pour connaître le résultat : Fabian Cancellara conserve son maillot jaune au bénéfice d'un nombre de millièmes inférieur à celui de Lance Armstrong lors du contre-la-montre de Monaco.
Concernant le second enjeu, les premiers écarts se sont en effet créés car seuls les frères Schleck de la Team Saxo Bank ont pu limiter la casse en ne concédant que 40 secondes aux favoris d'Astana. Les autres prétendants ont tous été relégués au-delà de la minute.
- Carlos Sastre (Cervélo TestTeam), vainqueur sortant, a perdu 1 min 37 s.
- Denis Menchov (Rabobank), qui devait se rattraper de son contre-la-montre de Monaco calamiteux, a chuté et a de nouveau concédé 2 min 20 s. Le Russe, vainqueur du Giro 2009, devra montrer un tout autre visage durant les étapes de montagne pour espérer gagner son premier Tour de France.
- Cadel Evans (Silence-Lotto), éternel deuxième du Tour, est lui le grand perdant de cette étape puisque son équipe s'est révélée incapable de tenir la cadence et a perdu 2 min 35 s sur Astana.

Alors que les Pyrénées se profilent, Contador et Armstrong sont les grands vainqueurs de ces premiers jours de course puisqu'ils ont acquis une avance non négligeable sur leurs adversaires. Néanmoins, il faudra attendre les premières étapes de montagne pour avoir une réelle idée de l'état de forme de tous ces coureurs.

## Classements intermédiaires

### Grabels, 9 km
|    | Équipe            | Pays       | Temps       |
| -- | ----------------- | ---------- | ----------- |
| 1  | Caisse d'épargne  | Espagne    | 12 min 35 s |
| 2  | Astana            | Kazakhstan | + 7 s       |
| 3  | Garmin-Slipstream | États-Unis | + 7 s       |
| 4  | Team Katusha      | Russie     | + 9 s       |
| 5  | Liquigas          | Italie     | + 12 s      |
| 6  | Team Saxo Bank    | Danemark   | + 19 s      |
| 7  | Team Columbia-HTC | États-Unis | + 13 s      |
| 8  | AG2R La Mondiale  | France     | + 29 s      |
| 9  | Cervélo TestTeam  | Suisse     | + 29 s      |
| 10 | Euskaltel-Euskadi | Espagne    | + 35 s      |

|    | Équipe                | Pays      | Temps        |
| -- | --------------------- | --------- | ------------ |
| 11 | Quick Step            | Belgique  | + 41 s       |
| 12 | Silence-Lotto         | Belgique  | + 48 s       |
| 13 | La Française des Jeux | France    | + 52 s       |
| 14 | Rabobank              | Pays-Bas  | + 53 s       |
| 15 | Team Milram           | Allemagne | + 1 min 01 s |
| 16 | Lampre-NGC            | Italie    | + 1 min 02 s |
| 17 | BBox Bouygues Telecom | France    | + 1 min 04 s |
| 18 | Skil-Shimano          | Pays-Bas  | + 1 min 04 s |
| 19 | Cofidis               | France    | + 1 min 17 s |
| 20 | Agritubel             | France    | + 2 min 04 s |

### Murviel-lès-Montpellier, 19,5 km
|    | Équipe            | Pays       | Temps        |
| -- | ----------------- | ---------- | ------------ |
| 1  | Astana            | Kazakhstan | 25 min 27 s  |
| 2  | Garmin-Slipstream | États-Unis | + 23 s       |
| 3  | Liquigas          | Italie     | + 34 s       |
| 4  | Team Saxo Bank    | Danemark   | + 38 s       |
| 5  | Caisse d'Épargne  | Espagne    | + 42 s       |
| 6  | Team Columbia-HTC | États-Unis | + 50 s       |
| 7  | Team Katusha      | Russie     | + 53 s       |
| 8  | AG2R La Mondiale  | France     | + 1 min 01 s |
| 9  | Cervélo TestTeam  | Suisse     | + 1 min 04 s |
| 10 | Euskaltel-Euskadi | Espagne    | + 1 min 17 s |

|    | Équipe                | Pays      | Temps        |
| -- | --------------------- | --------- | ------------ |
| 11 | Team Milram           | Allemagne | + 1 min 25 s |
| 12 | Rabobank              | Pays-Bas  | + 1 min 33 s |
| 13 | Lampre-NGC            | Italie    | + 1 min 37 s |
| 14 | Quick Step            | Belgique  | + 1 min 41 s |
| 15 | La Française des Jeux | France    | + 1 min 44 s |
| 16 | Silence-Lotto         | Belgique  | + 1 min 50 s |
| 17 | Cofidis               | France    | + 2 min 14 s |
| 18 | BBox Bouygues Telecom | France    | + 2 min 47 s |
| 19 | Agritubel             | France    | + 2 min 53 s |
| 20 | Skil-Shimano          | Pays-Bas  | + 3 min 46 s |

### Pignan, 30,7 km
|    | Équipe            | Pays       | Temps        |
| -- | ----------------- | ---------- | ------------ |
| 1  | Astana            | Kazakhstan | 37 min 32 s  |
| 2  | Garmin-Slipstream | États-Unis | + 17 s       |
| 3  | Team Saxo Bank    | Danemark   | + 41 s       |
| 4  | Liquigas          | Italie     | + 48 s       |
| 5  | Team Columbia-HTC | États-Unis | + 57 s       |
| 6  | Team Katusha      | Russie     | + 1 min 09 s |
| 7  | Caisse d'épargne  | Espagne    | + 1 min 11 s |
| 8  | Cervélo TestTeam  | Suisse     | + 1 min 25 s |
| 9  | AG2R La Mondiale  | France     | + 1 min 26 s |
| 10 | Euskaltel-Euskadi | Espagne    | + 1 min 36 s |

|    | Équipe                | Pays      | Temps        |
| -- | --------------------- | --------- | ------------ |
| 11 | Quick Step            | Belgique  | + 1 min 48 s |
| 12 | Rabobank              | Pays-Bas  | + 1 min 49 s |
| 13 | Team Milram           | Allemagne | + 2 min 02 s |
| 14 | Silence-Lotto         | Belgique  | + 2 min 03 s |
| 15 | La Française des Jeux | France    | + 2 min 28 s |
| 16 | Cofidis               | France    | + 2 min 38 s |
| 17 | Lampre-NGC            | Italie    | + 2 min 59 s |
| 18 | Agritubel             | France    | + 3 min 43 s |
| 19 | BBox Bouygues Telecom | France    | + 4 min 11 s |
| 20 | Skil-Shimano          | Pays-Bas  | + 4 min 54 s |

## Classement de l'étape
|    | Équipe            | Pays       | Temps        |
| -- | ----------------- | ---------- | ------------ |
| 1  | Astana            | Kazakhstan | 46 min 29 s  |
| 2  | Garmin-Slipstream | États-Unis | + 18 s       |
| 3  | Team Saxo Bank    | Danemark   | + 40 s       |
| 4  | Liquigas          | Italie     | + 58 s       |
| 5  | Team Columbia-HTC | États-Unis | + 58 s       |
| 6  | Team Katusha      | Russie     | + 1 min 23 s |
| 7  | Caisse d'épargne  | Espagne    | + 1 min 29 s |
| 8  | Cervélo TestTeam  | Suisse     | + 1 min 37 s |
| 9  | AG2R La Mondiale  | France     | + 1 min 48 s |
| 10 | Euskaltel-Euskadi | Espagne    | + 2 min 09 s |

|    | Équipe                | Pays      | Temps        |
| -- | --------------------- | --------- | ------------ |
| 11 | Rabobank              | Pays-Bas  | + 2 min 20 s |
| 12 | Quick Step            | Belgique  | + 2 min 26 s |
| 13 | Silence-Lotto         | Belgique  | + 2 min 35 s |
| 14 | La Française des Jeux | France    | + 2 min 46 s |
| 15 | Team Milram           | Allemagne | + 2 min 48 s |
| 16 | Cofidis               | France    | + 2 min 58 s |
| 17 | Lampre-NGC            | Italie    | + 3 min 24 s |
| 18 | Agritubel             | France    | + 4 min 17 s |
| 19 | BBox Bouygues Telecom | France    | + 4 min 41 s |
| 20 | Skil-Shimano          | Pays-Bas  | + 5 min 23 s |

## Classement général
| Classement général à la 4e étape | Classement général à la 4e étape | Classement général à la 4e étape | Classement général à la 4e étape | Classement général à la 4e étape |
|                                  | Coureur                          | Pays                             | Équipe                           | Temps                            |
| -------------------------------- | -------------------------------- | -------------------------------- | -------------------------------- | -------------------------------- |
| 1er                              | Fabian Cancellara                | SUI                              | Team Saxo Bank                   | en 10 h 38 min 7 s               |
| 2e                               | Lance Armstrong                  | USA                              | Astana                           | m.t.                             |
| 3e                               | Alberto Contador                 | ESP                              | Astana                           | + 19 s                           |
| 4e                               | Andreas Klöden                   | GER                              | Astana                           | + 23 s                           |
| 5e                               | Levi Leipheimer                  | USA                              | Astana                           | + 31 s                           |
| 6e                               | Bradley Wiggins                  | GBR                              | Garmin-Slipstream                | + 38 s                           |
| 7e                               | Haimar Zubeldia                  | ESP                              | Astana                           | + 51 s                           |
| 8e                               | Tony Martin                      | GER                              | Team Columbia-HTC                | + 52 s                           |
| 9e                               | David Zabriskie                  | USA                              | Garmin-Slipstream                | + 1 min 6 s                      |
| 10e                              | David Millar                     | GBR                              | Garmin-Slipstream                | + 1 min 7 s                      |
| modifier                         |                                  |                                  |                                  |                                  |

## Classements annexes

### Classement par points
| Classement par points | Classement par points | Classement par points | Classement par points | Classement par points |
| --------------------- | --------------------- | --------------------- | --------------------- | --------------------- |
|                       | Coureur               | Pays                  | Équipe                | Point(s)              |
| 1er                   | Mark Cavendish        | GBR                   | Team Columbia-HTC     | 70 points             |
| 2e                    | Thor Hushovd          | NOR                   | Cervélo TestTeam      | 54 pts                |
| 3e                    | Samuel Dumoulin       | FRA                   | Cofidis               | 36 pts                |
| modifier              |                       |                       |                       |                       |

### Classement de la montagne
| Classement du meilleur grimpeur | Classement du meilleur grimpeur | Classement du meilleur grimpeur | Classement du meilleur grimpeur | Classement du meilleur grimpeur |
| ------------------------------- | ------------------------------- | ------------------------------- | ------------------------------- | ------------------------------- |
|                                 | Coureur                         | Pays                            | Équipe                          | Point(s)                        |
| 1er                             | Jussi Veikkanen                 | FIN                             | La Française des jeux           | 9 points                        |
| 2e                              | Tony Martin                     | GER                             | Columbia-HTC                    | 6 pts                           |
| 3e                              | Koen de Kort                    | NED                             | Skil-Shimano                    | 6 pts                           |
| modifier                        |                                 |                                 |                                 |                                 |

### Classement du meilleur jeune
| Classement général du meilleur jeune | Classement général du meilleur jeune | Classement général du meilleur jeune | Classement général du meilleur jeune | Classement général du meilleur jeune |
|                                      | Coureur                              | Pays                                 | Équipe                               | Temps                                |
| ------------------------------------ | ------------------------------------ | ------------------------------------ | ------------------------------------ | ------------------------------------ |
| 1er                                  | Tony Martin                          | GER                                  | Team Columbia-HTC                    | en 10 h 38 min 59 s                  |
| 2e                                   | Roman Kreuziger                      | CZE                                  | Liquigas                             | + 39 s                               |
| 3e                                   | Vincenzo Nibali                      | ITA                                  | Liquigas                             | + 44 s                               |
| modifier                             |                                      |                                      |                                      |                                      |

### Classement par équipes
| Classement par équipes | Classement par équipes | Classement par équipes | Classement par équipes |
|                        | Équipe                 | Pays                   | Temps                  |
| ---------------------- | ---------------------- | ---------------------- | ---------------------- |
| 1re                    | Astana                 | Kazakhstan             | en 30 h 20 min 33 s    |
| 2e                     | Team Saxo Bank         | Danemark               | + 2 min 33 s           |
| 3e                     | Team Columbia-HTC      | États-Unis             | + 2 min 45 s           |
| modifier               |                        |                        |                        |

### Combativité
Non-attribué

## Abandons
- Piet Rooijakkers au kilomètre 17 : sortie de route et blessures avec évacuation vers un hôpital[4].

## À côté de la course

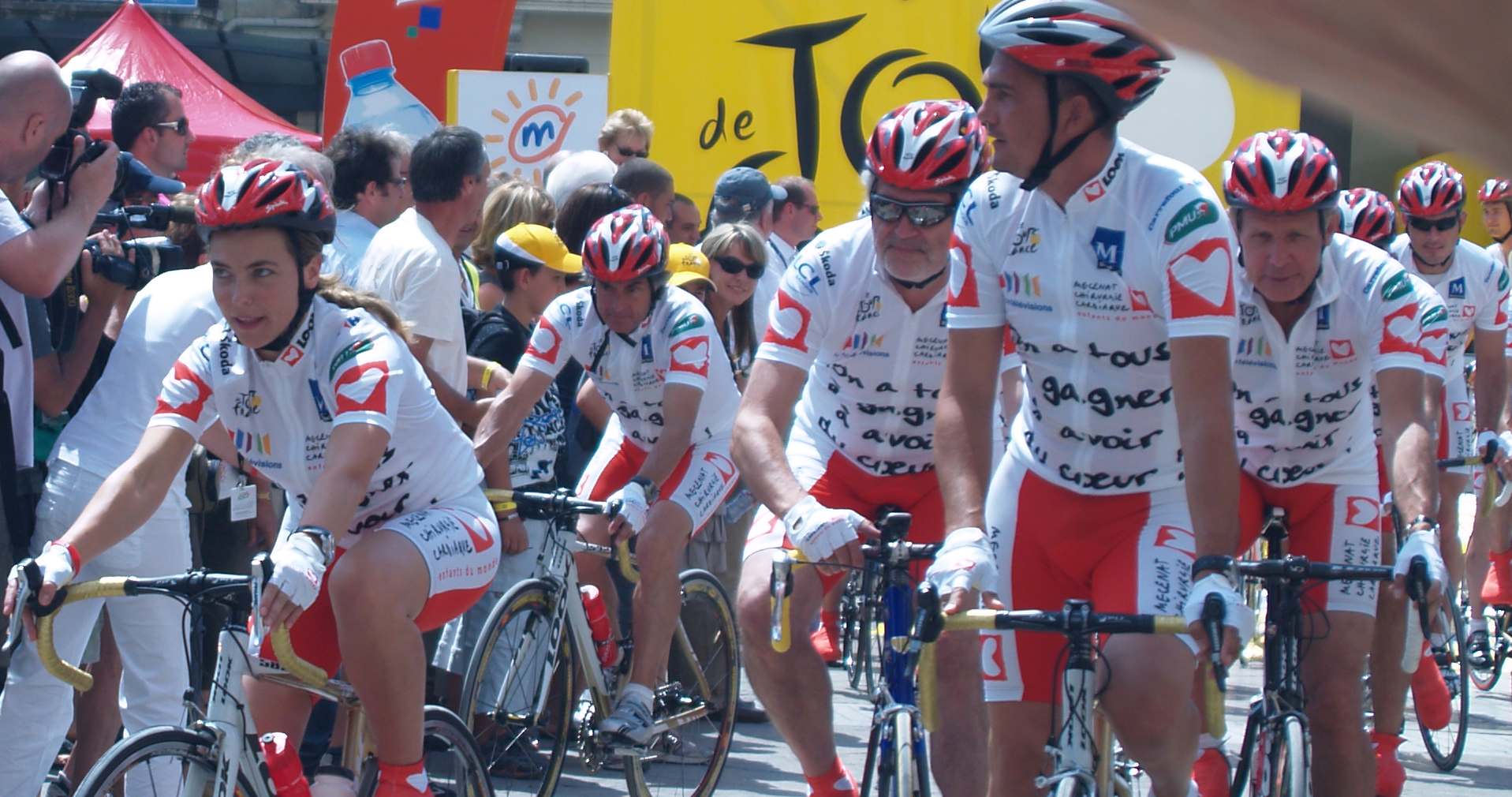
Nathalie Vincent, Richard Virenque et Patrick Poivre d'Arvor au départ de l'étape du Cœur.

Avant le début de l'étape, des personnalités françaises ont couru le contre-la-montre à vélo dans le cadre de la septième « Étape du Cœur » qui promeut l'association Mécénat Chirurgie Cardiaque.